# أحمد عبده عوض
أحمد عبده عوض (8 نوفمبر 1963 -) هو داعية إسلامي وأستاذ جامعي ومقدم برامج تلفزيونية مصري.

## حياته ونشأته
ولد بقرية دقميرة محافظة كفر الشيخ، واشتهر ببرنامج لقاء الإيمان، الذي كان يذاع عام 2002 على القناة السادسة المصرية.
حصل على الماجستير والدكتوراة في الدراسات اللغوية والإسلامية من عام 1985 إلى عام 1992 م، وعمل معيدا، ومدرسا مساعدا، ثم، مدرسا، ثم أستاذا بالجامعة ذاتها.
أشرف على عشرات الرسائل في الماجستير والدكتوراة داخل مصر وخارجها
عمل أستاذا بجامعة أم القرى بمكة المكرمة في الفترة من 1995 إلى 2000 م، وأثناء ذلك كانت له برامج دينية ثانية في إذاعة القرآن الكريم بمكة المكرمة، ومشاركات في الصحف السعودية، ومحاضرات في نادي مكة الثقافي الأدبي

## مسيرته
يعمل أستاذ بكلية التربية قسم اللغة العربية والدراسات الإسلامية بجامعة طنطا.
 مذيع برامج
1. برنامج (لقاء الإيمان) في القناة السادسة على مدى عدة أعوام بدءا من سنة 2002 على الهواء مباشرة.
2. برنامج (أسرار وأنوار) قناة المحور الفضائية 2004.
3. برنامج (فاذكروني اذكركم) القناتان الأولى والثانية 2003 م - 2004 م
4. برنامج (في رحاب القرآن) قناة السفر العربي الفضائية المصرية «2005 م».
5. برنامج (في نور الأحاديث القدسية) الفضائية المصرية «2005 م».
6. قناة التنوير: جنود الله «2005 م».
7. برنامج (مفاهيم إيمانية) الفضائية السودانية «2005 م».
8. برنامج (من آيات الرحمن) القناة الثقافية «2004 م».
9. برنامج (بلاغة الرسول صلى الله عليه وسلم) إذاعة القرآن الكريم (مصر) على مدى سنوات عديدة.
10. برنامج حديث من القرآن الكريم) إذاعة القرآن (السعودية).
11. برنامج (عظماء الإسلام) القناة الثالثة من «2000 م إلى 2004 م» وبرنامج (حديث الجمعة).
12. برامج (الفتاوى) في قنوات اقرأ، المحور، دريم، الثقافية.
13. برنامج (في نور القرآن الكريم) القناة الثانية.
14. برنامج (المجلة الإسلامية) القناة الأولى.
15. برنامج (مع الله) و (فضفضة إيمانية) في قناة الناس.
16. برنامج صباح الإيمان قناة الناس / قناة البركة.
17. برنامج مساء الإيمان قناة البركة.
18. برنامج فهل من مدكر قناة الحافظ.
19. برنامج ذلك هدي الله قناة النجاح.
20. برنامج فقه المرأة المسلمة القناة الأولى المصرية والثانية.
21. برنامج السابقون إلى الله قناة الشباب الدينية.
22. برنامج دعاء وشفاء قناة الصحة والجمال.
23. برنامج مناجاة قناة الصحة والجمال.
24. برنامج المسابقة القرآنية قناة البدر الفضائية.
25. برنامج كيف بدا الخلق قناه الفتح الفضائية رمضان 2012

### المؤلفات[4]
1. الأدعية الجامعة
2. الأدوية النبوية الجامعة
3. الصيام (علو الهمة واستقامة الأمة)
4. نورانيات سورة التوبة
5. نورانيات سورة يوسف
6. العقيدة والسلوك والانفصام بينهما
7. النقاء والبقاء
8. حقوق الإنسان بين الإسلام والغرب
9. خير زاد في صلاح العباد
10. موسوعة أدب الثناء على الله
11. الفرج بعد الشدة
12. التقوى
13. ولا تيأسوا من روح الله
14. قضايا البيئة من منظور إسلامي
15. معالم شهر الصيام
16. جميع برامج قناة الفتح

## حياته الخاصة
متزوج وله ولد وابنتان، وإقامته بين القاهرة ومنزله ب كفر الشيخ

## وصلات خارجية
- الموقع الرسمي للدكتور أحمد عبده عوض